# D419 (Territoire de Belfort)
De D419 is een departementale weg in het Oost-Franse departement Territoire de Belfort. De weg loopt van Belfort via Bessoncourt en Foussemagne naar de grens met Haut-Rhin. In Haut-Rhin loopt de weg als D419 verder naar Altkirch en Bazel.

## Geschiedenis
Oorspronkelijk was de D419 onderdeel van de N19. In 1973 werd de weg overgedragen aan het departement Territoire de Belfort, omdat de weg geen belang meer had voor het doorgaande verkeer. De weg is toen omgenummerd tot D419.